# Aubazat
Aubazat település Franciaországban, Haute-Loire megyében. Lakosainak száma 177 fő (2022. január 1.). Aubazat Arlet, Cerzat, Chilhac, Ferrussac, Langeac, Lavoûte-Chilhac, Mazeyrat-d’Allier és Saint-Cirgues községekkel határos.

## Népesség
A település népességének változása:
| Lakosok száma | 200  | 163  | 155  | 182  | 172  | 171  | 178  | 178  | 180  | 177  |
|               | 1968 | 1982 | 1990 | 2006 | 2013 | 2015 | 2017 | 2019 | 2020 | 2022 |